# Depressions-trilogien
Depressions-trilogien er titlen på en uofficiel kunstfilm-trilogi skrevet og instrueret af Lars von Trier, bestående af Antichrist fra 2009, Melancholia fra 2011 og Nymphomaniac fra 2013, hvoraf den sidstnævnte er en todelt film på grund af sin ualmindeligt lange spilletid. 
Depression er et gennemgående tema i alle tre film, men ellers har filmene intet sammenhængende handlingsforløb og foregår desuden ikke i samme univers, ligesom de spænder over vidt forskellige genre, herunder gyser, science fiction og Triers selvopfundne digressionisme. Flere skuespillere har en rolle i mere end én af filmene som komplet urelaterede karakterer, heriblandt Charlotte Gainsbourg (der som den eneste har en rolle i alle filmene), Willem Dafoe og Stellan Skarsgård. 
Trier har selv været ramt af klinisk depression og var derfor indlagt i starten af 2007. Han har efterfølgende udtalt at han begyndte på Antichrist som en del af behandlingen for sin depression. Således anses trilogien for at repræsentere depressionen som Trier selv oplevede den.